# Безбожник
Безбожник је био атеистички часопис који су штампали активисти из Новог Сада, окупљени у Друштво за борбу против друштва (ДБПД). У поднаслову часописа је стајало да је против свих облика доминације, манипулације и организоване религије. 
Безбожник је током 2000-их имао само два броја у скромном тиражу (око 500 примерака), али је оставио релативно велик одјек у јавности па је часопис 2006. чак и јавно спаљен у вестима ТВ Аполо. Уредник информативног програма новосадске телевизије „Аполо“ Жељко Ракичевић, у програму те телевизије, запалио је часопис „Безбожник“, оцењујући да је реч о листу који пропагира говор мржње против Српске православне цркве (СПЦ).
Уредништво Безбожника је изјавио да то представља "прво јавно спаљивање неког часописа после Другог светског рата" и упозорила да те „инквизиторско-фашистичке методе“ показују како се браниоци религије на овим просторима обрачунавају са политичким неистомишљеницима. Они су навели да издавањем „Безбожника“ желе да пропагирају слободу избора, критичко мишљење и борбу против свих покушаја да се људски ум затвори у било који облик догме.
Удружење новинара Србије и Независно друштво новинара Војводине су тада осудили поступак новосадске телевизије "Аполо", у чијем је информативном програму јавно запаљен часопис "Безбожник".
Верски аналитичар Мирко Ђорђевић је часопис Безбожник оценио као "понављање клишеа из двадесетих година 20. века када је у совјетској Русији организовано био форсиран атеизам милитантног типа, што није имало основа ни у Марксовој критици религије, ни у науци која шири хоризонте човекових сазнања."